# Sojuz TM-10
Sojuz TM-10 è la denominazione di una missione equipaggiata della navicella spaziale Sojuz TM verso la stazione spaziale sovietica Mir.
Si trattò dell'ottantaseiesimo volo nell'ambito del programma Sojuz sovietico nonché del decimo volo equipaggiato verso la Mir.

## Equipaggio
| Ruolo                  | Equipaggio al lancio                            | Equipaggio all'atterraggio                      |
| ---------------------- | ----------------------------------------------- | ----------------------------------------------- |
| Comandante             | Gennadij Manakov, Roscosmos Mir 7 Primo volo    | Gennadij Manakov, Roscosmos Mir 7 Primo volo    |
| Ingegnere di volo      | Gennadij Strekalov, Roscosmos Mir 7 Quarto volo | Gennadij Strekalov, Roscosmos Mir 7 Quarto volo |
| Cosmonauta Ricercatore | —                                               | Toyohiro Akiyama, TBS Primo volo                |

### Equipaggio di riserva
| Ruolo             | Equipaggio                  | Equipaggio                  |
| ----------------- | --------------------------- | --------------------------- |
| Comandante        | Viktor Afanas'ev, Roscosmos | Viktor Afanas'ev, Roscosmos |
| Ingegnere di volo | Musa Manarov, Roscosmos     | Musa Manarov, Roscosmos     |

## Missione
Oltre ai due cosmonauti, questa missione portò a bordo della Mir quattro ulteriori passeggeri: 4  quaglie che soggiorneranno in gabbie a bordo del modulo Kvant-2. Uno degli uccelli aveva deposto un uovo ancora durante il viaggio verso la stazione spaziale. Lo stesso venne inviato a terra per ulteriori analisi, insieme con ben 130 kg di prodotti industriali e risultati ottenuti dai vari esperimenti effettuati a bordo, con la capsula spaziale della Sojuz TM-9. L'atterraggio non creò problemi e l'uovo poté essere recuperato ancora completamente intatto.
La navicella di questa missione rimase agganciata alla Mir per poco più di 130 giorni prima di far rientro a terra il 10 dicembre 1990. Oltre all'equipaggio originale, a bordo vi fu pure il giornalista-regista giapponese Toyohiro Akiyama, lanciato a bordo della Sojuz TM-11 il 2 dicembre 1990 e ospite della Mir per poco più di una settimana. Da molti Akiyama viene considerato quale primo turista spaziale, dato che era rimasto a bordo della Mir esclusivamente per girare un documentario sulla vita dei cosmonauti a bordo di una stazione spaziale. Ospiti di missioni precedenti, in particolar modo del programma Intercosmos, avevano sempre l'incarico di collaborare allo sviluppo ed all'effettuazione di diversi esperimenti a bordo della stazione spaziale. Durante la fase di rientro in atmosfera, il modulo di discesa era dotato di un'apposita telecamera che registrò le immagini delle reazioni fisiche dei cosmonauti durante questa delicata fase, in particolar modo durante la fase di esposizione alle enormi accelerazioni che devono essere sopportate dai cosmonauti. Ciò fece parte degli accordi in precedenza intercorsi con la rete televisiva per la quale Akiyama girava il suo documentario.

## Ulteriori dati di volo
- aggancio alla MIR: 3 agosto 1990 11:45:44 UTC
- distacco dalla MIR: 10 dicembre 1990, 02:48:11 UTC
- Denominazione Astronomica Internazionale: 1990-67

I parametri sopra elencati indicano i dati pubblicati immediatamente dopo il termine della fase di lancio. Le continue variazioni ed i cambi di traiettoria d'orbita sono dovute alle manovre di aggancio. Pertanto eventuali altre indicazioni risultanti da fonti diverse sono probabili ed attendibili in considerazione di quanto descritto.